# Спийдкор
Спиъдкорът е форма на хардкор техното. Типично за нея е високата скорост на BPM (удари в минута). Диапазонът на ударите в минута е доста неопределен, въпреки че някои хора смятат за минимум скоростта от 230 ВРМ.Също така и лимитът за ВРМ е неопределим, докато първоначалните тракове били базирани на скоростта от около 250 бийта в минута, сега не е изключено в съвременните тракове да достигат до 1000ВРМ.
Спийдкор песните често заимстват елементи от своите музикални събратя-хардкор и террор.